# Polinik (szczyt)
Polinik – najwyższy szczyt pasma Kreuzeckgruppe, w Wysokich Taurach w Alpach Wschodnich. Leży w Austrii, w Karyntii. Podobnie jak reszta szczytów grupy nie osiąga nawet wysokości 2800 m, przez co nie cieszy się takim zainteresowaniem turystów jak chociażby położona na północ grupa Ankogelgruppe. Na szczyt można dostać się z doliny Mölltal, do schroniska Polinikhütte i dalej na szczyt. Droga nie jest trudna, choć trudniejsza niż w przypadku pozostałych szczytów grupy. Można też wejść na szczyt przez sąsiadujący Kreuzeck, drogą ze schroniska Feldnerhütte.